# Milan Ier
 (décembre 2015).
Si vous disposez d'ouvrages ou d'articles de référence ou si vous connaissez des sites web de qualité traitant du thème abordé ici, merci de compléter l'article en donnant les références utiles à sa vérifiabilité et en les liant à la section « Notes et références ».
Pour les articles homonymes, voir Milan (homonymie) et Obrenović.
Milan Obrenović (en serbe cyrillique Милан Обреновић), né le 22 août 1854 à Mărășești en Moldavie et mort le 11 février 1901 à Vienne, est un souverain serbe, prince de Serbie de 1868 à 1882 sous le nom de Milan IV Obrenović, puis roi de Serbie de 1882 à 1889 sous le nom de Milan Ier. En 1889, il doit abdiquer en faveur de son fils Alexandre et s'exiler, mais il revient le conseiller entre 1893 et 1900.

## Enfance et jeunesse
Milan Obrenović est le petit-neveu du prince Miloš Ier Obrenović qui, après avoir régné en Serbie entre 1815 et 1839, avait dû quitter le pouvoir. Après le départ de Miloš Ier, la dynastie des Karađorđević, rivale des Obrenović, arrive au pouvoir, en la personne d’Alexandre Karađorđević, élu prince de Serbie en 1842. Les Obrenović doivent partir en exil. C’est ainsi que Milan est né en Moldavie, dont le prince Alexandre Jean Cuza vivait avec une de ses tantes, Hélène-Marie Obrenović.
En 1858, le prince Miloš redevient prince régnant de Serbie avant de mourir deux ans plus tard. Son fils, le prince Michel III Obrenović, qui a déjà régné de 1839 à 1842 avant d'être contraint à abdiquer, remonte sur le trône.
En 1861, à la mort de son père, Milan Obrenović est adopté par le prince Michel. Il est alors envoyé à Paris pour fréquenter le lycée Louis-le-Grand où il se montre un élève brillant.
Le 10 juin 1868, le prince Michel Obrenović est assassiné. Le gouvernement réunit le Parlement qui désigne Milan Obrenović comme prince régnant. Un conseil de régence est nommé pour assumer le pouvoir jusqu'à la majorité du prince. Il est composé du colonel Milivoje Blaznavac (en), de l'homme d'État Jovan Ristić et de Jovan Gavrilovic. La majorité de Milan est officiellement célébrée à Belgrade le 10 août 1872.

## Le prince de Serbie
En octobre 1875, Milan IV Obrenović se marie avec Natalija Keško, une Moldave dont le père est colonel dans l’armée russe. En 1876, ils ont un fils, Alexandre.
Il est à l'origine de la guerre serbo-turque de 1876-1878 qui aboutit à la défaite des turcs. Le 10 décembre 1877, la Serbie entre en guerre au côté des Russes contre l'Empire ottoman. L'année suivante, par le traité de San Stefano, la Sublime Porte reconnaît l’indépendance de la Serbie et, par le traité de Berlin du 13 juillet 1878, le pays s’agrandit des villes de Pirot et Niš, de la région de la Toplica et de la ville de Vranje.
Le 6 mars 1882, le prince Milan IV devient roi de Serbie sous le nom de Milan Ier.

## Roi de Serbie
La politique du roi Milan consiste à trouver un équilibre entre l’Autriche-Hongrie et la Russie. Il joue de préférence la carte de l’Autriche.
Avec l’appui de ce puissant voisin, le roi développe les infrastructures et l’industrie du pays. Mais l’augmentation des impôts qui en résulte et l’accroissement des charges militaires supportées par les Serbes le rendent peu à peu impopulaire. Le roi est même soupçonné de corruption. L'écrasement sanglant de la révolte du Timok conduite par le Parti national radical en 1885 entame sa popularité,.
Le 14 novembre 1885, Milan Ier déclare la guerre à la Bulgarie qui vient d’annexer la Roumélie orientale. Il compte sur la neutralité de la Russie. Dès le 19 novembre, l’armée serbe est néanmoins vaincue à la bataille de Slivnitsa par les troupes bulgares qui envahissent la Serbie. Le prince Alexandre de Bulgarie n'accepte l'armistice que sous la menace de l'intervention militaire de l'Empire austro-hongrois. Le mécontentement des Serbes contre leur roi est à son comble.
À partir de 1886, le roi connaît également des difficultés d’ordre privé. Le couple royal est fortement désuni. Souvent infidèle, Milan reproche à son épouse son soutien systématique à la Russie. La reine Natalija finit par quitter la Serbie en emmenant avec elle le jeune prince Alexandre. En 1888, Milan réussit à récupérer son fils ; il demande et obtient un divorce qui est par la suite annulé.
Le 3 janvier 1889, il fait adopter une constitution libérale. Mais le 6 mars suivant, mis en difficulté à la fois par les conservateurs pro-autrichiens et par les radicaux pro-russes, il abdique en faveur de son fils et s’installe à Paris, où il vit comme un simple particulier. La presse, dont Gil Blas, rapporte qu'il collectionne les œuvres d'art des modernes.

## Après l’abdication
Le nouveau roi encore mineur, c’est la reine Natalija qui exerce la régence. Rentrée au pays, elle use de son influence pour incliner la politique serbe en faveur de la Russie.
En février 1891, un cabinet est constitué par des radicaux favorables à la Russie. Mais par crainte de mouvements révolutionnaires et pour éviter le retour du roi Milan, le cabinet négocie un arrangement. Au mois de mai suivant, la reine Natalija est invitée à quitter la Serbie et Milan reçoit un million de francs prélevé sur la liste civile, à condition qu’il ne rentre pas à Belgrade avant la majorité de son fils. En mars 1892, Milan renonce à tous ses droits et abandonne même la nationalité serbe.
En avril 1893, le jeune roi Alexandre décide de prendre le pouvoir avant sa majorité par un coup d'État. Comptant sur l’expérience et sur les conseils paternels, Alexandre rappelle son prédécesseur qui arrive à Belgrade en janvier 1894. Le 29 avril suivant, un décret rétablit dans leurs droits le roi Milan et la reine Natalija. Le 21 mai, la Constitution de 1869, plus conservatrice que celle de 1889, est restaurée. La reine Natalija rentre à son tour à Belgrade en mai 1895. En 1897, Milan Obrenović est nommé commandant en chef des armées serbes.
Excellentes au départ, les relations entre Milan et Alexandre s’enveniment au moment du mariage de ce dernier en août 1900 avec Draga Mašin. Milan démissionne de son poste de commandant en chef et Alexandre lui ordonne alors de quitter la Serbie.
Le 11 février 1901, Milan Obrenović meurt brutalement à Vienne où il s’était retiré. Il est inhumé au monastère de Krušedol.